# Bendungan (Jonggol)
Bendungan is een bestuurslaag in het regentschap Bogor van de provincie West-Java, Indonesië. Bendungan telt 5590 inwoners (volkstelling 2010).